# Jackson Township (comté de Clinton, Missouri)
Pour les articles homonymes, voir Jackson Township.
Jackson Township est un ancien township  du comté de Clinton dans le Missouri, aux États-Unis,. 
Il est fondé en 1833 et  baptisé en référence à Andrew Jackson, 7e président des États-Unis.

## Source de la traduction
- (en) Cet article est partiellement ou en totalité issu de l’article de Wikipédia en anglais intitulé « Jackson Township, Clinton County, Missouri » (voir la liste des auteurs).